# Russische namen

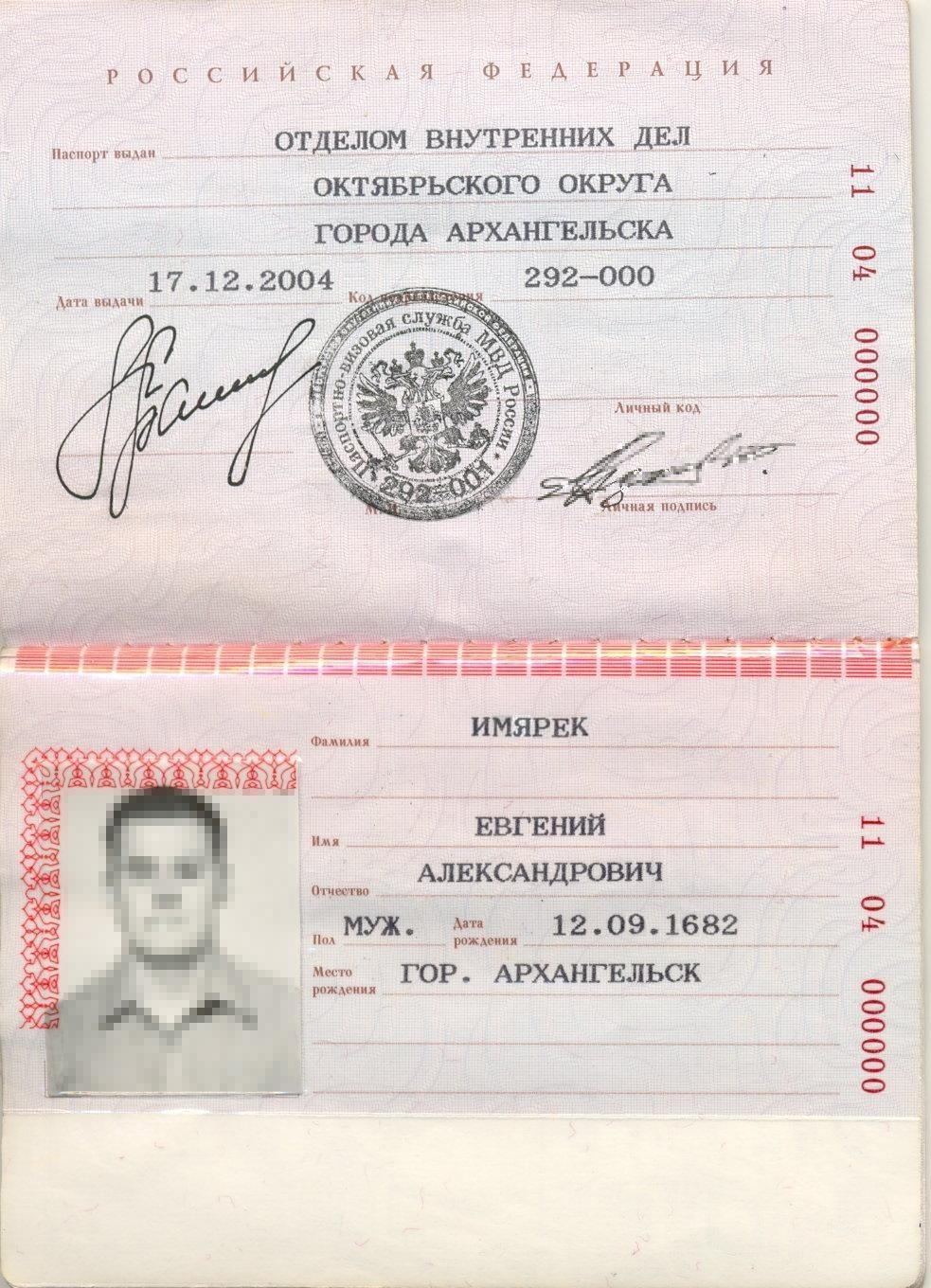
imitatie-paspoort van Imjarek, Jevgeni Aleksandrovitsj

Het systeem van de Russische naamgeving wijkt op een aantal punten af van wat Nederlandstaligen gewend zijn. Wat vooral opvalt, is het gebruik van een vadersnaam (patroniem).
Een typische Russische naam bestaat uit drie delen:
- voornaam (имя, imja)
- vadersnaam (отчество, ottsjestvo)
- achternaam (фамилия, familija)

Voorbeelden van Russische namen: Anna Andrejevna Achmatova (Анна Андреевна Ахматова), Fjodor Michajlovitsj Dostojevski (Фёдор Михайлович Достоевский), Aleksandr Sergejevitsj Poesjkin (Александр Сергеевич Пушкин), Vladimir Iljitsj Oeljanov (Владимир Ильич Ульянов) , Valentina Vladimirovna Teresjkova (Валентина Владимировна Терешкова), Boris Nikolajevitsj Jeltsin (Борис Николаевич Ельцин).

## Voornamen
In Rusland krijgt een kind bij zijn geboorte een voornaam. In tegenstelling tot kinderen in het Westen krijgen Russische kinderen in de regel slechts één voornaam.
Voorbeelden van populaire namen zijn:
- voor jongens: Aleksandr (Александр), Andrej (Андрей), Boris (Борис), Igor (Игорь), Ivan (Иван), Jevgenij (Евгений), Joeri (Юрий), Nikolaj (Николай), Pavel (Павел), Pjotr (Пётр), Sergej (Сергей), Vadim (Вадим), Victor (Виктор), Vladimir (Владимир)
- voor meisjes: Anna (Анна), Valentina (Валентина), Galina (Галина), Irina (Ирина), Nina (Нина), Ljoedmila (Людмила), Nadezjda (Надежда), Olga (Ольга), Svetlana (Светлана), Tatjana (Татьяна), Kristina (Кристина)

## Vadersnaam
De vadersnaam wordt afgeleid van de naam van de vader. Voor de afleiding wordt gebruikgemaakt van de volgende achtervoegsels:
- -ovitsj of -evitsj (-ович/-евич; mannelijk)
- -ovna of -evna (-овна/-евна; vrouwelijk)

Volgens het principe van de vadersnaam heeft de zoon van Pjotr (Пётр) de vadersnaam Petrovitsj (Петрович), de dochter Petrovna (Петровна).
Vadersnamen worden vermeld op officiële documenten en gebruikt als formele aanspraaksvorm: Vladimir Poetin wordt dan ook aangesproken als Vladimir Vladimirovitsj.
Voorbeelden van vadersnamen zijn: Aleksandrovitsj (Александрович), Andrejevna (Андреевна), Borisovna (Борисовна), Igorevitsj (Игоревич), Iljinitsjna (Ильинична), Michajlovitsj (Михайлович), Nikolajevna (Николаевна), Pavlovitsj (Павлович), Vasiljevitsj (Васильевич).

## Achternaam
Een typische Russische achternaam eindigt vaak op -ov/-ev (-ов/-ев) of -in/-yn (-ин/-ын). Dit is de mannelijke vorm van de achternaam. De vrouwelijke vorm krijgt de uitgang -a. De ex-vrouw van Vladimir Poetin heet in het Russisch dus niet Ljoedmila Poetin, maar Ljoedmila Poetina. Een klein aantal achternamen, vaak van Oekraïense afkomst, heeft echter zijn eigen geslacht, onafhankelijk van de drager. Een naam als bv. Sobko (Собко) blijft voor beide geslachten gelijk. Sommige achternamen als Tolstoj ("dikke") hebben de vorm van een bijvoeglijk naamwoord en worden als zodanig verbogen.
Daarnaast komen onder meer de volgende achtervoegsels voor: -ski (-ский; vrouwelijk -skaja (-ская); vaak van Poolse, Wit-Russische of joodse origine), -enko (-енко; Oekraïens).
Voorbeelden van Russische achternamen: Gagarin (Гагарин), Gorbatsjov (Горбачёв), Ivanov (Иванов), Nikolajev (Николаев), Lavrov (Лавров), Orlov (Орлов), Petrov (Петров), Soechov (Сухов), Solovjov (Соловьёв), Vjazemski (Вяземский), Volkov (Волков), Zjoeganov (Зюганов).
Deze Russische traditie botst met het Nederlands namenrecht voor in Nederland geboren kinderen. De achternaam volgens het Nederlandse namenrecht is altijd identiek (dus zonder verbuiging) aan de achternaam van de moeder of die van de vader.

## Gebruik
De normale volgorde is 'voornaam vadersnaam achternaam'. Vooral in alfabetische lijsten, maar ook in formele contexten, wordt echter de volgorde 'achternaam voornaam vadersnaam' gebruikt:
- Teresjkova, Valentina Vladimirovna
- Jeltsin, Boris Nikolajevitsj

Door het vele gebruik slijt de vadersnaam in de praktijk vaak af: Nikolajevitsj wordt uitgesproken als Nikolajitsj, Andrejevna wordt Andrevna. Deze afslijting kan behoorlijk ver gaan. Zo blijft van Pavlovitsj en Ivanovna niet meer over dan respectievelijk Palytsj en Ivanna.
Volwassenen met wie de spreker niet op vertrouwelijke voet staat, worden in principe aangesproken met de combinatie 'voornaam + vadersnaam'. Deze vorm kan ook gebruikt worden om iemand aan te duiden tegenover anderen. Voorbeelden:
- Ivan Ivanovitsj, hebt u dit al gezien?
- Ik heb het daar gisteren nog over gehad met Valentina Andrejevna.

Als men op vertrouwelijke voet met iemand staat, wordt zelden iemands officiële voornaam gebruikt. Het Russische kent een grote rijkdom aan verkleinvormen van voornamen, wat zeker voor een buitenlander verwarrend kan werken.
- Aleksandr (Александр): Sasja (Саша), Sjoera (Шура), Sanja (Саня), Alik (Алик) (verkleinvormen); Sasjenka (Сашенька), Sasjetsjka (Сашечка), Sjoerotsjka (Шурочка), Sanetjska (Санечка), Sasjoenja (Сашуня) (koosnamen); Sasjka (Сашка), Sjoerka (Шурка), Sanka (Санька) (pejoratieven).
- Dmitri (Дмитрий): Dima (Дима), Mitja (Митя); Dimotsjka (Димочка), Mitenka (Митенька), Mitjoesja (Митюша); Dimka (Димка), Mitka (Митька)
- Jelena (Елена): Lena (Лена), Ljolja (Лёля); Lenotsjka (Леночка); Lenka (Ленка)
- Natalja (Наталья): Natasja (Наташа), Nata (Ната), Tasja (Таша); Natasjenka (Наташенька); Natasjka (Наташка); Natka (Натка); Natoesik (Натусик)
- Maria (Мария): Maroesia (Маруся), Masja (Маша)

familienaam · voornaam · antroponymie